# Čebyševova nerovnost pro konečné součty
Čebyševova nerovnost pro konečné součty je matematická věta pojmenovaná podle Pafnutije Lvoviče Čebyševa, která zní:
Nechť jsou dána reálná čísla
{\displaystyle x_{1}\leq x_{2}\leq ...\leq x_{n}} a
{\displaystyle y_{1}\leq y_{2}\leq ...\leq y_{n}}.
Pak platí
{\displaystyle n(x_{1}y_{n}+x_{2}y_{n-1}+...+x_{n}y_{1})\leq (x_{1}+x_{2}+...+x_{n})(y_{1}+y_{2}+...+y_{n})\leq n(x_{1}y_{1}+x_{2}y_{2}+...+x_{n}y_{n}),}
kde rovnost nastává, právě když {\displaystyle x_{1}=x_{2}=...=x_{n}} nebo {\displaystyle y_{1}=y_{2}=...=y_{n}}.

## Důkaz
Získáme součtem n permutačních nerovností, v nichž jako permutace použijeme postupně
1, 2, 3, …, n,
2, 3, 4, …, 1,
3, 4, 5, …, 2,

n, 1, 2, …, n-1